# Toerental
Het toerental is het aantal omwentelingen dat een draaiend voorwerp, bijvoorbeeld een grammofoonplaat, een wiel of de as van een motor, per tijdseenheid om een omwentelingsas maakt. Een toerental wordt uitgedrukt in bijvoorbeeld omwentelingen (of toeren) per minuut, of men gebruikt de Engelse afkorting RPM, oftewel revolutions (rotations) per minute.
De snelheid waarmee iets ronddraait kan ook uitgedrukt worden in een hoeksnelheid met als eenheid radialen per seconde (rad/s). Een cirkel is 360° of in SI-eenheden: 2π radialen. Eén omwenteling/minuut = 2π radialen/60 seconden = 0,104720 rad/s
Voor zeer langzaam draaiende objecten, zoals de aarde om de zon of de aarde om de eigen rotatie-as, wordt toerental niet gebruikt, in de plaats daarvan geeft men de tijd aan die nodig is voor een omwenteling, voor de voorbeelden: een jaar en een dag.

## Wiel
Het toerental van het wiel van een voertuig en de snelheid van het voertuig zijn recht evenredig. Met de formule voor de omtrek van een cirkel berekent men uit het aantal malen dat het meetpunt door de toerenteller wordt gepasseerd de totaal afgelegde afstand. 

## Motoren
De toerentallen van motoren lopen ver uiteen, van 100 toeren per minuut voor een grote scheepsdiesel tot 100.000 toeren per minuut voor een kleine gasturbine. Veel motoren zijn voorzien van een toerenteller, waarop het toerental is af te lezen. Door middel van een versnelling wordt het optimale toerental van de motor van een voertuig omgezet naar het meestal lagere toerental van de wielen.
De turbine van een straalmotor draait met een toerental van 25.000 tot 40.000. Een normale viertaktmotor van een auto draait met een toerental dat doorgaans varieert tussen 700 en 6500 toeren per minuut, bij racemotoren ligt dat al boven de 10.000.

## Grammofoonplaten
Voor grammofoonplaten, geluidsdragers van vinyl en schellak, bestaan de volgende standaardsnelheden:
- 16 toeren - voor opnamen van toespraken op vinyl dan wel karton
- 33 toeren - voor langere muziekstukken als opera's, verzamelalbums, klassieke muziek, concerten van  albums, waaronder mini-lp's, op vinyl
- 45 toeren - voor singles, waaronder maxisingles en ep's, op vinyl
- 78 toeren - gebruikt voor opnamen op schellakplaten en vinyl

Men maakt om de snelheid van deze geluidsdragers exact in te stellen gebruik van een stroboscoop.
Variaties in de snelheid die door het aandrijfmechanisme van de platenspeler worden veroorzaakt, door motor en soms ook met een snaar, noemt men wow, zich langzaam herhalend, en flutter, zich snel herhalend.  Het variëren van de snelheid en het handmatig draaien van de platen: scratchen is tijdens de latere disco en bij house en hiphop in de mode gekomen. Er was daarvoor een speciale naald benodigd.

## Elektronica
Het toerental van een compact disc en dvd is niet constant. Het spiraalvormige spoor wordt met een constante lineaire snelheid afgetast. Omdat het spoor aan de binnenkant begint, draait een cd aanvankelijk op ongeveer 500 toeren per minuut en neemt het toerental naarmate de optische leeskop verder naar buiten beweegt af tot ongeveer 200 toeren aan de buitenrand. Er wordt zo per tijdseenheid steeds evenveel informatie gelezen. De toerentallen van dvd's liggen hoger. Loopwerken van cd-roms kunnen nog veel hogere toerentallen aan.
Een harde schijf in een computer heeft vaak een toerental van 7200, maar dit kan variëren tussen de 5400 en 15000 RPM.